# Ділянка степу біля с. Сонячне
Ділянка степу біля с. Сонячне — ботанічний заказник місцевого значення, розташований неподалік від села Сонячне Сімферопольського району, АР Крим. Створений відповідно до Постанови ВР АРК № 156 від 15 квітня 1986 року.

## Загальні відомості
Площа 5 га. Розташований за 3,5 км на північний схід від смт Аграрне, за 3 км на південний схід від села Сонячне Сімферопольського району. Південна частина заказника межує з дачними ділянками.
Заказник створений із метою збереження цінного зразка природного ландшафту Криму — ділянки цілинного різнотравно-ковилового степу з рідкісними видами рослин.